# جيمس لوفيت
جيمس لوفيت (بالإنجليزية: James Lovett)‏ هو متركمج أمريكي، ولد في 9 أبريل 1986 في شاطئ نيوبورت في الولايات المتحدة.